# Stefan Andres
Stefan Paul Andres (n. 26 iunie 1906 - d. 29 iunie 1970) a fost prozator și poet german.
În scrierile sale, a abordat teme existențiale.

## Opera

### Roman
- 1932: Fratele Lucifer ("Bruder Luzifer");
- 1949: Animalul adâncurilor ("Das Tier aus der Tiefe");
- 1951: Arca ("Die Arche");
- 1959: Curcubeul cenușiu ("Der graue Regenbogen");
- 1963: Omul din pește ("Der Mann im Fisch").

### Povestire
- 1943: Noi suntem Utopia ("Wir sind Utopia");
- 1943: Dionysos înghețat ("Der gefrorene Dionysos");
- 1943: Gratia de aur ("Das goldene Gitter");
- 1950: Casele din nori ("Die Häuser auf der Wolke");
- 1951: Chipul ("Das Antlitz").

### Teatru
- 1936: Veșnicul curent ("Der ewige Strom");
- 1946: O inimă de care ai nevoie ("Ein Herz, wie man's braucht");
- 1949: Utopia divină ("Gottes Utopia");
- 1956: Fiii lui Platon ("Die Söhne Platons");
- 1956: Când sosesc zeii? ("Wann kommen die Götter?").

### Poezie
- 1933: Catedra leilor ("Die Löwenkanzel");
- 1934: Zidul nevăzut ("Die unsichtbare Mauer");
- 1948: Recviem pemtru un copil ("Requiem für ein Kind");
- 1966: Poezii ("Gedichte").

### Eseu
- 1946: Emigrație internă ("Innere Emigration");
- 1958: Toleranță. Puntea dintre adevăr și libertate ("Toleranz. Die Brücke zwischen Wahrheit und Freiheit");
- 1960: Nici o altă Hiroșimă ("Nie wieder Hiroshima").

### Memorial de călătorie
- 1943: Italienii ("Italiener");
- 1960: Marile vinuri ale Germaniei ("Die großen Weine Deutschlands");
- 1967: Jurnal egiptean ("Ägyptisches Tagebuch").